# Echo & the Bunnymen (álbum)
Echo & the Bunnymen es el quinto álbum de estudio de la banda británica de post-punk Echo & the Bunnymen y el último con el batería Pete de Freitas. Después de un intento fallido de grabar el disco sin de Freitas junto al productor Gil Norton, finalmente decidieron trabajar con Laurie Latham, quien grabó a la banda en Alemania, Bélgica, Londres y Liverpool. Debido a que Latham era un productor muy exigente y que el cantante Ian McCulloch recibía tratamiento de estrella y consumía cada vez más alcohol, la grabación del disco resultó más difícil que lo que la banda hubiese deseado en un principio. Se utilizaron más teclados que en sus anteriores discos, los cuales habían dado más prioridad a los arreglos de cuerda.
A pesar de que Echo & the Bunnymen fue exitoso en el Reino Unido y en menor medida en Estados Unidos, desde su publicación en julio de 1987, recibió críticas encontradas por parte de la prensa especializada. Alcanzó el puesto número cuatro en la lista británica de álbumes, el cincuenta y uno en la lista Billboard 200 de Estados Unidos, al igual que en la lista RPM 100 canadiense y el veintidós en la lista sueca. Ha sido certificado plata por la British Phonographic Industry. Del disco se extrajeron los sencillos: "The Game", "Lips Like Sugar" y "Bedbugs and Ballyhoo".

## Antecedentes
Después de su aclamado disco Ocean Rain de 1984, Echo & the Bunnymen se tomaron un descanso, por lo que dejaron las giras y la composición y grabación de nuevos temas, en gran medida debido a que Bill Drummond, el mánager de la banda, quien tenía fama de bromista pensó que un año sabático ayudaría a que la banda compusiese canciones distintas para el siguiente disco. Durante el descanso, el batería Pete de Freitas viajó por España y Francia en su motocicleta, el bajista Les Pattinson trabajó en la construcción de su nuevo barco, el cantante Ian McCulloch publicó en solitario el sencillo "September Song", mientras que Will Sergeant se tomó el descanso sin hacer nada. A pesar de que los miembros del grupo tenían una buena relación laboral y creativa con Drummond, para finales de 1984 decidieron ir por separado por la falta de dinero.
Contrataron a Mick Hancock, mánager de gira de Duran Duran y volvieron al trabajo en mayo de 1985 comenzando con una gira por Escandinavia. Tocaron como cabezas de cartel en el Festival de Glastonbury el 21 de junio de 1985, donde tocaron por primera vez en directo dos nuevas canciones que después formaron parte de su nuevo disco, "Satellite" y "All in Your Mind". Cuando estuvieron listos para comenzar a grabar, entraron en el estudio con su antiguo productor Ian Broudie y Clive Langer para grabar las canciones interpretadas en Glastonbury, además de "Like a Rollercoaster" y "Jimmy Brown". No les gustó el resultado final, por lo cual consideraron contratar a Eddy Grant y el equipo de producción de ABBA, antes de decidirse finalmente por Laurie Latham. McCulloch quedó impresionado con la precisa calidad de producción de Latham en el sencillo de The Stranglers titulado "Skin Deep". Se reunieron en Bruselas y allí grabaron "All in Your Mind", "Like a Rollercoaster" y "Jimmy Brown", que finalmente se tituló "Bring On the Dancing Horses". Esta canción aparece en el disco recopilatorio de WEA Songs to Learn & Sing en noviembre de 1985 y se publicó como sencillo ese mismo mes. En la versión de doce pulgadas del mismo, aparece una versión inicial de "Bedbugs and Ballyhoo", que después aparecería en el disco.
En 1986 la banda se vio en el compromiso de tener que grabar un disco, pero sin su batería, considerado uno de los músicos fundamentales para el éxito creativo de la misma, debido a que el 31 de diciembre de 1985, de Freitas viajó a New Orleans con los técnicos en una juerga repleta de drogas donde anunció su desvinculación del grupo. Para la gira estadounidense de primavera de 1986, contrataron al antiguo batería de Haircut One Hundred, Blair Cunningham; pero no encajó y se marchó después de los conciertos para trabajar con The Pretenders. después probaron con David Palmer, exmiembro de ABC y grabaron unas sesiones para el disco con el productor Gil Norton. Sin embargo, en julio de 1986 decidió que no quería seguir trabajando con la banda. Al mismo tiempo, de Freitas regresó al Reino Unido y pidió ser readmitido. Debido a que no estaban seguros de su compromiso con el grupo, ni de su estado mental, decidieron contratarlo, pero sin ser miembro con los mismos derechos. Con la formación completa que después grabaría Echo & the Bunnymen, hicieron una aparición televisiva en la BBC en septiembre de 1986 y tocaron dos nuevas canciones: "The Game" y "Lips Like Sugar". Según Sergeant, el ejecutivo de Warner Music, Rob Dickins, les estaba presionando para publicar un disco que replicase el éxito del reciente álbum de Peter Gabriel, So: "No me lo podía creer cuando Rob Dickins nos llevó a su oficina y nos reprodujo el disco de Peter Gabriel. '¡Quiero que sonéis como esto!' Creo que ese día se libró de la muerte".

## Producción
La grabación de las canciones que después aparecen en Echo & the Bunnymen comenzó en el estudio Conny Plank de Colonia. Tanto Echo & the Bunnymen como su sello discográfico, WEA Records, quedaron insatisfechos con los resultados de las sesiones con Norton y con Palmer tocando batería. La banda decidió grabar nuevamente con de Freitas y deshacerse de las sesiones de Norton para comenzar de nuevo con Latham, con quien habían trabajado previamente en la producción del sencillo de 1985 "Bring On the Dancing Horses". Cambiaron a los ICP Studios de Bruselas, para después volver nuevamente a Colonia y finalmente terminar el trabajo en The Workhouse de Londres y los Amazon Studios de Liverpool. La idea de la banda era crear una colección de canciones simples; sin embargo, Latham era muy exigente y preciso, por lo cual llegó a trabajar con ciertas canciones incluso un mes completo. Además, la grabación se tornó complicada debido al tratamiento de estrella que recibía McCulloch, junto a su problema con el alcohol, lo que hizo que se apartase de la banda. En una entrevista de 1995, el guitarrista Will Sergeant comentó sobre el absurdo trato que recibía McCulloch: "Simplemente lo encontrábamos ridículo. Tenía a un montón de gente corriendo a su alrededor, básicamente limpiándole el culo". McCulloch comentó en una entrevista de 1997: "Sabía que se me estaba escapando de las manos. Estaba en otro planeta, pero es que yo no quería estar en el mismo planeta que el resto de los Bunnymen".
Mientras grababan el disco, la banda grabó una versión del sencillo de The Doors de 1967, "People Are Strange" para la banda sonora de la película de 1987 The Lost Boys. Invitaron a Ray Manzarek, antiguo teclista de The Doors, para tocar las partes de teclado. En el tiempo en que estuvo en el estudio, también contribuyó con los teclados a una versión regrabada de "Bedbugs and Ballyhoo", que previamente fue cara B de la versión doce pulgadas de "Bring On the Dancing Horses". Cuando terminaron la grabación de Echo & the Bunnymen, la compañía de que representaba al grupo, Direct Management, decidió que la mezcla la hiciese Bruce Lampcov en Estados Unidos. Mientras se mezclaba, la banda salió de gira por Brasil y escuchaba los resultados por vía telefónica.
Latham alejó a la banda del uso de las cuerdas, muy presentes en Ocean Rain y en menor medida en Porcupine (1983), para introducir en las canciones melodías con teclados. La batería de Freitas era más contenida y discreta, y la voz de McCulloch también pasó a ser más moderada. A pesar de que el disco contiene canciones con pegada como en "Lips Like Sugar", la guitarra que se oye en "Lost and Found" es más representativa del álbum como un todo. La banda al completo quedó desencantada con el resultado final. Para describir la sobreproducción del disco Sergeant dijo en 1987 que parecía "un pescado demasiado hecho"; el bajista Les Pattinson dijo: "Me gustan las canciones, pero odio la mezcla"; y en 1995 McCulloch dijo: "Sigue sonando como una mierda".

## Recepción
Después de un concierto en el tejado de la tienda de HMV de Oxford Street en Londres, Echo & the Bunnymen se publicó finalmente el 6 de julio de 1987 en formato LP y CD por WEA en el Reino Unido y el resto del mundo, y por Sire Records en Estados Unidos. Alcanzó el puesto número cuatro en la lista británica de álbumes, mientras que en Estados Unidos llegó al número cincuenta y uno en el Billboard 200, convirtiéndose así en su disco más exitoso hasta la fecha. También alcanzó el puesto cincuenta y uno en la lista canadiense de los 100 más vendidos elaborada por la revista RPM y el veintidós en la lista sueca de ventas. La British Phonographic Industry certificó el disco plata por vender más de 60 000 copias. En esta ocasión añadieron siete pistas adicionales e incluyeron versiones tempranas de "Bring On the Dancing Horses" (titulada "Jimmy Brown"), "The Game" y "Bedbugs and Ballyhoo". Además, se añadió una versión de la canción de The Doors, "Soul Kitchen", una versión extendida de "Bring On the Dancing Horses" y la canción inédita "Hole in the Holy". La producción corrió a cargo de los productores Andy Zax y Bill Inglot y se publicó a través de Rhino Entertainment.
Del disco se extrajeron tres sencillos. El primero fue "The Game", publicado el 1 de junio de 1987, seguido de "Lips Like Sugar", en agosto de 1987 y finalmente "Bedbugs and Ballyhoo", publicado antes de final de año en Estados Unidos y Alemania. "The Game" y "Lips Like Sugar" alcanzaron los puestos 28 y 36, respectivamente en el UK Singles Chart.
En su reseña del disco de 1987, la revista Rolling Stone, a través del periodista musical J. D. Considine describió la producción de Latham del disco como "inefectivo" y "de buena educación". Siguió diciendo que no había ninguna "energía ansiosa ni ironías afiladas que hacían los discos anteriores de la banda tan irresistibles". Terminó comentando que es "tan vació como hermoso". Para su revisión de la edición remasterizada de 2003, Andrew Harrison escribió para la versión electrónica de la revista Blender que la "egolatría y los experimentos electrónicos sin mensaje hundieron su humillante epónimo de 1987..." David Cleary de Allmusic tomó una postura más positiva y describió el disco como "lo más memorable y con más gancho de lo que la banda jamás podría componer". Cleary comentó que la batería de Freitas suena sólido y acercándose a lo bailable, mientras que la voz de McCulloch suena "medido y de buen gusto", añadiendo que "los valores de la producción son excelentes, con muchos toques sutiles que no restan valor a la franqueza general del disco". Joe Tangari Pitchfork Media, a pesar de que afirmó que la producción "aguaba el sonido de la banda", también comentó que "el intento de la banda de ampliar su público funcionó".

## Lista de canciones
| Original |                        |                                                 |          |  |
| N.º      | Título                 | Escritor(es)                                    | Duración |  |
| 1.       | «The Game»             | Sergeant, McCulloch, Pattinson                  | 3:50     |  |
| 2.       | «Over You»             | Sergeant, McCulloch, Pattinson                  | 4:01     |  |
| 3.       | «Bedbugs and Ballyhoo» | Sergeant, McCulloch, Pattinson, Pete de Freitas | 3:28     |  |
| 4.       | «All in Your Mind»     | Sergeant, McCulloch, Pattinson, de Freitas      | 4:32     |  |
| 5.       | «Bombers Bay»          | Sergeant, McCulloch, Pattinson                  | 4:22     |  |
| 6.       | «Lips Like Sugar»      | Sergeant, McCulloch, Pattinson                  | 4:52     |  |
| 7.       | «Lost and Found»       | Sergeant, McCulloch, Pattinson                  | 3:37     |  |
| 8.       | «New Direction»        | Sergeant, McCulloch, Pattinson                  | 4:45     |  |
| 9.       | «Blue Blue Ocean»      | Sergeant, McCulloch, Pattinson                  | 5:08     |  |
| 10.      | «Satellite»            | Sergeant, McCulloch, Pattinson, de Freitas      | 3:04     |  |
| 11.      | «All My Life»          | Sergeant, McCulloch, Pattinson                  | 4:07     |  |

| Pistas adicionales edición 2003 |                                                   |                                            |          |  |
| N.º                             | Título                                            | Escritor(es)                               | Duración |  |
| 12.                             | «Jimmy Brown»                                     | Sergeant, McCulloch, Pattinson, de Freitas | 4:07     |  |
| 13.                             | «Hole in the Holy»                                | Sergeant, McCulloch, Pattinson             | 4:44     |  |
| 14.                             | «Soul Kitchen»                                    | Morrison, Krieger, Manzarek, Densmore      | 3:56     |  |
| 15.                             | «The Game» (demo)                                 | Sergeant, McCulloch, Pattinson             | 3:57     |  |
| 16.                             | «Bedbugs and Ballyhoo» (versión temprana)         | Sergeant, McCulloch, Pattinson, de Freitas | 3:41     |  |
| 17.                             | «Over Your Shoulder»                              | Sergeant, McCulloch, Pattinson             | 4:10     |  |
| 18.                             | «Bring On the Dancing Horses» (versión extendida) | Sergeant, McCulloch, Pattinson, de Freitas | 5:50     |  |

## Créditos
| Echo & The Bunnymen - Ian McCulloch – voz, guitarra - Will Sergeant – guitarra - Les Pattinson – bajo Músicos adicionales - Pete de Freitas – batería - Henry Priestman – teclados - Jake Brockman – teclados - Ray Manzarek – teclados ("Bedbugs and Ballyhoo") - Stephen Morris – batería ("Soul Kitchen") | Producción - Laurie Latham – producción - Bruce Lampcov – mezcla - Alex Haas – asistente mezcla - Don Rodenbach – asistente mezcla - Paul Gomersall – ingeniería - Stuart Barry – ingeniería - Brian Gardner – masterización - Anton Corbijn – fotografía - Gil Norton – producción ("All My Life" y "Soul Kitchen") - Echo & the Bunnymen – producción ("All My Life" y "Soul Kitchen") - Andy Zax – producción (reedición) - Bill Inglot – producción (reedición) - Rachel Gutek – diseño portada (reedición) |